# Atik mahala
Atik mahala, Stara mahala odnosno Džamijska mahala je najstarija mahala u Tuzli. Datira iz vremena prijelaza 15. u 16. stoljeće. Nalazi se na mjestu gdje je nekad bila Drvena utvrda. Smještena je poslije unutar utvrde. Bila je najveća u Tuzli pred polovicu 16. stoljeća i u ovoj mahali je tad bilo 97 kuća. U ovoj je mahali najstarija tuzlanska džamija, po kojoj je dobila ime Džamijska odnosno Atik. Mahale u Tuzli dobile su imena po vjerskim objektima jer su nastale uz njih, pa je Atik mahala dobila ime Atik (Šarenoj) džamiji iz 1533. godine. Pored Atik mahale bila je kapija u Palanci koja je vodila ka ovoj mahali, Atik kapija.
1882. godine nastala je predšasnica današnje osnovne škole Pazar. Podignuta je zgrada u Atik mahalai pod imenom Druga osnovna škola. Bila je namijenjena za potrebe medrese i ruždije. Pripadala je Vakufmedresi. Nalazila se u neposrednom susjedstvu današnje Stare ulice i Ulice Stari grad.